# Atrichopogon lucorum
Atrichopogon lucorum är en tvåvingeart som först beskrevs av Johann Wilhelm Meigen 1818.  Atrichopogon lucorum ingår i släktet Atrichopogon och familjen svidknott. Inga underarter finns listade i Catalogue of Life.